# Сарматський провулок (Київ)
Сарма́тський прову́лок — провулок у Солом'янському районі міста Києва, селище Жуляни. Пролягає від вулиці Сергія Висоцького до кінця забудови.

## Історія
Провулок виник наприкінці 2010-х роках під проєктною назвою Проєктний 12977. Назва на честь кочового іраномовного народу, спорідненого зі скіфами, який мешкав на межі нашої ери на території України і прилеглих землях сарматів — з 2019 року